# Каспіобделла
Каспіобделла або Каспійська п'явка (Caspiobdella) — рід п'явок з підродини Piscicolinae родини Риб'ячі п'явки. Має 3 види. Синонім — Acipenserobdella.

## Опис
Загальна довжина представників цього роду коливається від 6 до 9 мм. Зовнішністю дещо схожі на представників роду Piscicola. Мають 2 пари очей. Тіло витягнуте, струнке. Присоска чітко відокремлена від усього тіла: має форму диска.
Забарвлення жовтувате або коричнювате з малюнком з більш темних смужок або рядків.

## Спосіб життя
Поширені в річках, озерах. Здатні переносити солону воду. Є ектопаразитом, живиться кров'ю риб. Еврифаги, зустрічаються на багатьох видах риб. Присутні на рибі увесь рік на відміну від інших представників своєї підродини. Найбільша активність приходиться на травень—серпень. Є інвазійними видами, що добре адаптуються до нового середовища, здатна річками проникати в нові області, але не переносять забруднення води.
Розмноження триває до осені і припиняється з охолодженням води до 10—8 °C.

## Розповсюдження
Поширені в басейні Каспійського і Азовського морів, зокрема у Волзі, Доні, водосховищах Волго-Донського каналу. Також присутні в Дністрі, Дніпрі, Дунаї.

## Види
- Caspiobdella caspica
- Caspiobdella fadejewi
- Caspiobdella tuberculata